# Особняк Ататюрка в Ялове
Особняк Ататюрка в Ялове (тур. Yalova Atatürk Köşkü) был построен и использовался Мустафой Кемалем Ататюрком во время его посещения термальных источников в Ялове (Мраморноморский регион, Турция). В настоящее время он принадлежит Великому национальному собранию Турции и частично открыт для публики в качестве дома-музея.

## История

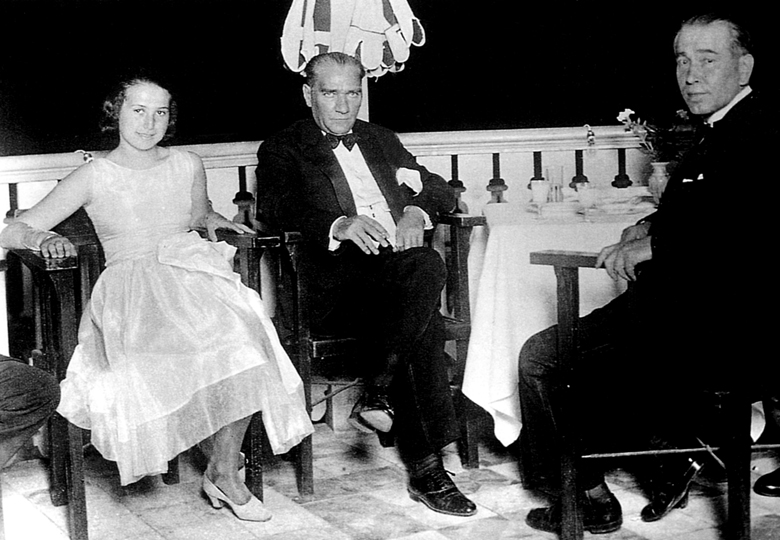
Мустафа Кемаль Ататюрк и Али Фетхи Окьяр со своей дочерью в Ялове, 13 августа 1930 года

Мустафа Кемаль Ататюрк впервые посетил Ялову в 1927 году. Он ездил туда в летние месяцы на местные термальные источники, останавливаясь в деревянном павильоне в усадьбе Балтачи рядом с термальной купальней, построенной в XIX веке по велению султана Абдул-Хамида II (правил в 1876—1909 годах).
Ататюрк заказал возведение личного особняка в Национальной усадьбе (тур. Millet Çiftliği). Он был построен в 1929 году по проекту архитектора Седатом Хаккы Эльдемита. Здание первоначально именовалось Особняком национальной усадьбы по названию места, где оно располагалось.
Впоследствии деревянный особняк подвергся значительной реконструкции. Двухэтажное здание обладает тремя VIP-залами и 11 комнатами, а также мебелью, привезённой сюда из дворца Долмабахче.
Ататюрк проводил летние месяцы в этом особняке. Он приглашал туда известных турецких певцов и музыкантов, таких как Сафие Айла и Мюнир Нуреттин Сельчук, выступать с концертами турецкой классической музыки. В этом же здании Ататюрком была разработана идея создания Турецкое общество исторических исследований и Общества по изучению турецкого языка.

## Музей
Особняк Ататюрка в Ялове, изначально являвшийся его частной собственностью, был передан во владение Великому национальному собранию Турции. После проведения ремонтных работ, а также пополнение его картинами и личными вещами Ататюрка, он был превращён в исторический дом-музей и открыт для публики в 1981 году.